# Alpha (Lied)
Alpha ist die erste Singleauskopplung aus Kollegahs viertem Studioalbum King. Sie wurde am 13. November 2014 über das Plattenlabel Selfmade Records veröffentlicht.

## Hintergrund
Im Mai 2013 kündigte Kollegah sein viertes Soloalbum King an. Die erste Single Alpha die gleichzeitig auch als das Intro des Albums fungiert erschien am 13. Februar 2014 auf dem YouTube-Kanal von Selfmade Records und wurde seitdem über 25 Millionen Mal angeklickt (Stand: März 2023). Beim zugehörigen Musikvideo führten Markus- und Michael Weicker Regie. Produziert wurde das Stück von Hookbeats, Phil Fanatic, United Hustlers und Sadikbeatz.

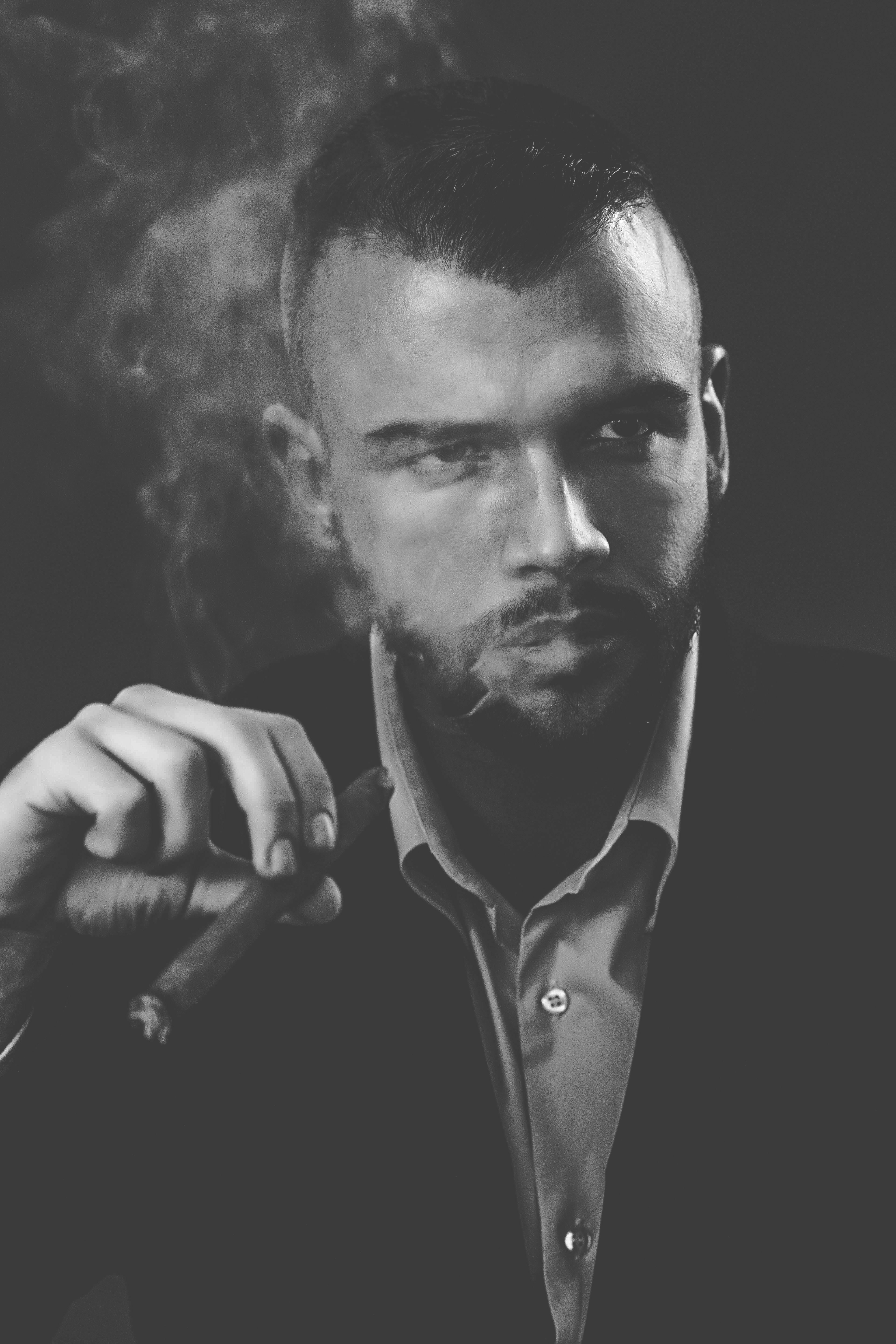
Kollegah (2014)

In Alpha lässt Kollegah seine bisherige Karriere Revue passieren lassen. Er sagte zu dem Lied:

„Den Song habe ich in einem durch ganz offen vom Herzen heruntergeschrieben. Solche Momente habe ich selten. Aber wenn sie kommen, dann passiert etwas Großes. Schon als ich nur den Text fertig hatte, war mir klar, dass das eine Single werden muss – einfach, weil es mit das Beste ist, was ich je geschrieben habe.“

### Covergestaltung
Auf dem Cover der Single befinden sich zwei in schwarz gekleidete Motorradfahrer auf einer Straße bei Nacht. In der unteren Hälfte in der Mitte befindet sich der Schriftzug „Kollegah“ und darunter in kleinerer Schrift „Alpha“.

## Charterfolge
Alpha stieg in der 9. Kalenderwoche auf der Position 15 in die deutschen Singlecharts ein und konnte sich insgesamt 13 Wochen in den Top 100 halten. In Österreich erreichte das Lied Platz 39 und in der Schweiz Platz 42.
| ChartsChartplatzierungen | Höchstplatzierung | Wochen |
| ------------------------ | ----------------- | ------ |
| Deutschland (GfK)        | 15 (13 Wo.)       | 13     |
| Österreich (Ö3)          | 39 (4 Wo.)        | 4      |
| Schweiz (IFPI)           | 42 (2 Wo.)        | 2      |